# Bietenkevertje
Het bietenkevertje (Atomaria linearis) is een keversoort uit de familie harige schimmelkevers (Cryptophagidae). Een bietenkever lijkt sterk op een blauwe bietenaardvlo (Chaetocnema concinna). De bietenkever is echter kleiner en langwerpiger dan de aardvlo en glanst minder. Ze kunnen beide de bladeren aantasten, waarbij de bietenkever met name aan de bladranden vreet en de aardvlo vooral gaatjes in het midden van de bladeren maakt. De wetenschappelijke naam van de soort werd in 1830 gepubliceerd door James Francis Stephens.

## Synoniemen
- Atomaria herminea (Edmund Reitter)
- Atomaria pygmaea (Heer)
- Atomaria uhagoni (Edmund Reitter)

## Leefgebied
De kever komt in een heel Europa voor, met uitzondering van Scandinavië. Verder komt hij nog voor in Noord-Amerika, Klein-Azië, het Midden-Oosten en een deel van West-Azië.

## Kenmerken
Het bietenkevertje heeft een zwarte lichaamskleur en heeft een lengte van 1,5 mm.

## Levenswijze
Bietenkevertjes overwinteren in de bodem, onder andere in achtergebleven [plant]resten na de oogst. Als bodemtemperaturen boven de 3 °C komen, wordt de kever actief en verplaatst deze zich tot 30 meter door of over de grond. Zodra de gemiddelde dagtemperatuur boven de 15 °C uitkomt, kunnen de kevertjes gaan vliegen en vreten ze ook bovengronds aan de bietenplanten. De kevertjes zetten hun eieren af vanaf half mei tot en met begin september. 

## Bietenteelt
Bietenkevertjes veroorzaken kleine, ronde gaatjes met een zwarte rand of vlekjes op de wortel, onderaan de stengel en bladeren van suikerbieten, waardoor planten in het kiemblad- tot tweebladstadium kunnen wegvallen. Daarnaast kunnen ze in grote aantallen in het hart van de (jonge) bietenplanten vreten, met misvormde planten tot gevolg. Ze veroorzaken voornamelijk schade op klei- en lössgronden en beperkte schade op lichte klei en zavel. 
Het vaststellen van bietenkevertjes is in de winter mogelijk door achtergebleven bietenkoppen of grond van het perceel te verzamelen en op te spoelen in een emmer met water. De kevertjes komen dan vanzelf bovendrijven. Gedurende het voorjaar zijn vluchten van bietenkevertjes waar te nemen met plakvallen. 
Ondergrondse vraat aan de wortels met plantwegval tot gevolg veroorzaakt opbrengstderving. Omdat bietenkevers overwinteren in achtergebleven bietenresten dient biet-op-biet en biet-naast-biet (eerste 30m) te worden voorkomen voor een goede beheersing. Een bufferstrook met een ander gewas van 30 meter ten opzichte van het perceel van vorig jaar of een sloot waar water in staat is daarbij voldoende. Force heeft een redelijke werking op de beheersing van schade aan de wortels door bietenkevers. Het werkt echter onvoldoende op percelen met een zeer zware druk als gevolg van biet-op-biet of biet-naast-biet. Ook werkt het niet op bietenkevers die bovengronds vreten. Een bespuiting is in veel gevallen niet rendabel, omdat de schade aan de bladeren zelden leidt tot opbrengstderving. 
Force (tefluthrin) heeft een toelating in de teelt van onder andere suikerbieten en heeft een redelijke werking op de beheersing van schade aan de wortels door bietenkevers . Het werkt echter onvoldoende op percelen met een zeer zware druk als gevolg van biet-op-biet of biet-naast-biet. Ook werkt het niet op bietenkevers die bovengronds van de bladeren vreten. Een bespuiting tegen bovengrondse vreterij is in veel gevallen niet rendabel, omdat de schade aan de bladeren zelden leidt tot opbrengstderving. Het middel Tefluthrin is zwaar giftig voor onder het waterleven in oppervlaktewater.